# Molí de Castellar del Riu
Molí de Castellar del Riu és un molí fariner del municipi de Castellar del Riu (Berguedà) inclòs en l'Inventari del Patrimoni Arquitectònic de Catalunya.

## Descripció
Molí fariner construït a finals segle xvii o principis del segle xviii, prop de la gran masia del Riu de Castellar, al peu de la riera amb el mateix nom. Per les poques restes que conservem podem dir que fou una construcció de planta quadrada amb diferents pisos d'alçada amb la coberta a dues aigües. El casal ocupava la planta superior i les instal·lacions del molí a la planta baixa.

## Història
Construït en una època ja moderna fou el molí fariner de la masia del Riu de Castellar, únic en la zona.